# Список призерів чемпіонатів Європи з легкої атлетики в приміщенні (жінки)
Цей список включає призерів чемпіонатів Європи з легкої атлетики в приміщенні в дисциплінах за участі жінок за всі роки їх проведення.

## Сучасна програма серед жінок

### 60 метрів
| Чемпіонат | Золото                                | Срібло                         | Бронза                            |
| --------- | ------------------------------------- | ------------------------------ | --------------------------------- |
| 1966      | Маргіт Немешхазі Угорщина             | Галина Мітрохіна СРСР          | Мері Ренд Велика Британія         |
| 1970      | Ренате Майсснер (Штехер) НДР          | Сільвіан Телльє Франція        | Вілма ван ден Берг Нідерланди     |
| 1971      | Ренате Штехер НДР                     | Сільвіан Телльє Франція        | Аннегрет Іррганг ФРН              |
| 1973      | Аннегрет Ріхтер ФРН                   | Петра Фогт НДР                 | Сільвіан Телльє Франція           |
| 1974      | Ренате Штехер НДР                     | Андреа Лінч Велика Британія    | Ірена Шевінська Польща            |
| 1975      | Андреа Лінч Велика Британія           | Моніка Маєр НДР                | Ірена Шевінська Польща            |
| 1976      | Лінда Хаглунд Швеція                  | Соня Ланнаман Велика Британія  | Ельвіра Поссекель ФРН             |
| 1977      | Марліс Ґер НДР                        | Людмила Сторожкова СРСР        | Ріта Боттільєрі Італія            |
| 1978      | Марліс Ґер НДР                        | Лінда Хаглунд Швеція           | Людмила Сторожкова СРСР           |
| 1979      | Марліс Ґер НДР                        | Маріта Кох НДР                 | Людмила Сторожкова СРСР           |
| 1980      | Софка Попова Болгарія                 | Лінда Хаглунд Швеція           | Людмила Кондратьєва СРСР          |
| 1982      | Марліс Ґер НДР                        | Софка Попова Болгарія          | Венді Гойт Велика Британія        |
| 1983      | Марліс Ґер НДР                        | Зільке Гладіш (Меллер) НДР     | Маріса Мазулло Італія             |
| 1984      | Беверлі Кінч Велика Британія          | Анелія Нунева Болгарія         | Неллі Коман Нідерланди            |
| 1985      | Неллі Коман Нідерланди                | Марліс Ґер НДР                 | Гізер Оукс Велика Британія        |
| 1986      | Неллі Коман Нідерланди                | Марліс Ґер НДР                 | Зільке Гладіш (Меллер) НДР        |
| 1987      | Неллі Коман Нідерланди                | Анелія Нунева Болгарія         | Марліс Ґер НДР                    |
| 1988      | Неллі Коман Нідерланди                | Зільке Меллер НДР              | Марліс Ґер НДР                    |
| 1989      | Неллі Коман Нідерланди                | Лоранс Білі Франція            | Сіско Ханхійокі Фінляндія         |
| 1990      | Ульріке Сарварі ФРН                   | Лоранс Білі Франція            | Неллі Коман Нідерланди            |
| 1992      | Жанна Тарнопольська Об'єднана команда | Анелія Нунева Болгарія         | Надія Рощупкіна Об'єднана команда |
| 1994      | Неллі Коман Нідерланди                | Мелані Пашке Німеччина         | Патрісія Жирар Франція            |
| 1996      | Екатеріні Тану Греція                 | Одіа Сідібе Франція            | Єрнея Перц Словенія               |
| 1998      | Мелані Пашке Німеччина                | Фредеріка Банге Франція        | Одіа Сідібе Франція               |
| 2000      | Екатеріні Тану Греція                 | Петя Пендарева Болгарія        | Ірина Пуха Україна                |
| 2002      | Кім Геварт Бельгія                    | Марина Кислова Росія           | Георгія Коклоні Греція            |
| 2005      | Кім Геварт Бельгія                    | Георгія Коклоні Греція         | Марія Карастаматі Греція          |
| 2007      | Кім Геварт Бельгія                    | Євгенія Полякова Росія         | Дар'я Онисько Польща              |
| 2009      | Євгенія Полякова Росія                | Еззіне Окпараебо Норвегія      | Верена Зайлер Німеччина           |
| 2011      | Олеся Повх Україна                    | Марія Рємєнь Україна           | Еззіне Окпараебо Норвегія         |
| 2013      | Марія Рємєнь Україна                  | Міріам Сумаре Франція          | Івет Лалова Болгарія              |
| 2015      | Дафне Схіперс Нідерланди              | Діна Ашер-Сміт Велика Британія | Верена Зайлер Німеччина           |
| 2017      | Аша Філіп Велика Британія             | Ева Свобода Польща             | Муджинга Камбунджі Швейцарія      |
| 2019      | Ева Свобода Польща                    | Дафне Схіперс Нідерланди       | Аша Філіп Велика Британія         |
| 2021      | Айла дель Понте Швейцарія             | Лотта Кемппінен Фінляндія      | Джаміль Самюель Нідерланди        |
| 2023      | Муджинга Камбунджі Швейцарія          | Ева Свобода Польща             | Дерілл Нейта Велика Британія      |
| 2025      | Зайнаб Доссо Італія                   | Муджинга Камбунджі Швейцарія   | Патріція ван дер Векен Люксембург |

### 400 метрів
| Чемпіонат | Золото                              | Срібло                             | Бронза                            |
| --------- | ----------------------------------- | ---------------------------------- | --------------------------------- |
| 1966      | Хельга Геннінг ФРН                  | Лібуше Мацоунова Чехословаччина    | Маїв Кайл Ірландія                |
| 1967      | Карін Валльгрен Швеція              | Лія Лауер Нідерланди               | Ліляна Петнярич Югославія         |
| 1968      | Наталія Печонкіна СРСР              | Гізела Кепке (Алемаєр) ФРН         | Тетяна Арнаутова СРСР             |
| 1969      | Колетт Бессон Франція               | Крістель Фрезе ФРН                 | Розмарі Стірлінг Велика Британія  |
| 1970      | Мерілін Ньюфвіль Велика Британія    | Крістель Фрезе ФРН                 | Колетт Бессон Франція             |
| 1971      | Віра Попкова СРСР                   | Інге Беддінг ФРН                   | Марія Сікора Австрія              |
| 1972      | Крістель Фрезе ФРН                  | Інге Беддінг ФРН                   | Еріка Вайнштайн ФРН               |
| 1973      | Верона Бернард Велика Британія      | Вальтрауд Дітч НДР                 | Ренате Зібах НДР                  |
| 1974      | Єліца Павличич Югославія            | Надія Ільїна СРСР                  | Вальтрауд Дітч НДР                |
| 1975      | Верона Елдер Велика Британія        | Надія Ільїна СРСР                  | Інта Климовича СРСР               |
| 1976      | Ріта Вільден ФРН                    | Єліца Павличич Югославія           | Інта Климовича СРСР               |
| 1977      | Маріта Кох НДР                      | Верона Елдер Велика Британія       | Єліца Павличич Югославія          |
| 1978      | Марина Сидорова СРСР                | Ріта Боттільєрі Італія             | Каролін Кефер Австрія             |
| 1979      | Верона Елдер Велика Британія        | Ярміла Кратохвілова Чехословаччина | Каролін Кефер Австрія             |
| 1980      | Ельке Деккер ФРН                    | Каролін Кефер Австрія              | Тетяна Гойщик СРСР                |
| 1981      | Ярміла Кратохвілова Чехословаччина  | Наталія Бочина СРСР                | Верона Елдер Велика Британія      |
| 1982      | Ярміла Кратохвілова Чехословаччина  | Дагмар Рюбзам (Нойбауер) НДР       | Габі Буссман ФРН                  |
| 1983      | Ярміла Кратохвілова Чехословаччина  | Кірстен Зімон (Еммельманн) НДР     | Росіца Стаменова Болгарія         |
| 1984      | Тетяна Коцембова Чехословаччина     | Еріка Россі Італія                 | Росіца Стаменова Болгарія         |
| 1985      | Сабіне Буш НДР                      | Дагмар Нойбауер НДР                | Алена Буліржова Чехословаччина    |
| 1986      | Сабіне Буш НДР                      | Петра Мюллер НДР                   | Анн-Луїза Скуглунд Швеція         |
| 1987      | Марія Пінігіна СРСР                 | Гізела Кінцель ФРН                 | Крістіна Перес Іспанія            |
| 1988      | Петра Мюллер НДР                    | Хельга Арендт ФРН                  | Дагмар Нойбауер НДР               |
| 1989      | Саллі Ганнелл Велика Британія       | Марина Шмоніна СРСР                | Аніта Протті Швейцарія            |
| 1990      | Марина Шмоніна СРСР                 | Йоланда Оанце Румунія              | Юдіт Форгач Угорщина              |
| 1992      | Сандра Маєрс Іспанія                | Ольга Бризгіна Об'єднана команда   | Олена Голешева Об'єднана команда  |
| 1994      | Світлана Гончаренко Росія           | Тетяна Алексєєва Росія             | Вів'ян Дорсіль Франція            |
| 1996      | Гріт Броєр Німеччина                | Ольга Котлярова Росія              | Тетяна Чебикіна Росія             |
| 1998      | Гріт Броєр Німеччина                | Йонела Тирля Румунія               | Гелена Фухсова Чехія              |
| 2000      | Світлана Поспелова Росія            | Наталія Назарова Росія             | Гелена Фухсова Чехія              |
| 2002      | Наталія Антюх Росія                 | Клаудія Маркс Німеччина            | Карен Шинкінс Ірландія            |
| 2005      | Світлана Поспелова Росія            | Світлана Усович Білорусь           | Ірина Росіхіна Росія              |
| 2007      | Нікола Сандерс Велика Британія      | Ілона Усович Білорусь              | Олеся Зикіна Росія                |
| 2009      | Антоніна Кривошапка Росія           | Наталія Пигида Україна             | Дар'я Сафонова Росія              |
| 2011      | Деніза Росолова Чехія               | Олеся Красномовець Росія           | Ксенія Задоріна Росія             |
| 2013      | Перрі Шейкс-Дрейтон Велика Британія | Ейлід Чайлд Велика Британія        | Моа Єльмер Швеція                 |
| 2015      | Наталія Пигида Україна              | Індіра Терреро Іспанія             | Серен Банді-Девіс Велика Британія |
| 2017      | Флорія Гей Франція                  | Зузана Гейнова Чехія               | Юстина Швенти Польща              |
| 2019      | Леа Шпрунгер Швейцарія              | Синтія Болінго Бельгія             | Лісанне де Вітте Нідерланди       |
| 2021      | Фемке Бол Нідерланди                | Юстина Швенти-Ерсетиц Польща       | Джоді Вільямс Велика Британія     |
| 2023      | Фемке Бол Нідерланди                | Ліке Клавер Нідерланди             | Анна Келбасинська Польща          |
| 2025      | Ліке Клавер Нідерланди              | Генрієтте Єгер Норвегія            | Паула Севілья Іспанія             |

### 800 метрів
| Чемпіонат | Золото                              | Срібло                              | Бронза                                 |
| --------- | ----------------------------------- | ----------------------------------- | -------------------------------------- |
| 1966      | Жужа Сабо Угорщина                  | Карін Кесслер ФРН                   | Марія Інгрова Чехословаччина           |
| 1967      | Карін Кесслер ФРН                   | Марівонн Дюпюрер Франція            | Валентина Лук'янова СРСР               |
| 1968      | Карін Бурнеляйт (Кребс) НДР         | Алла Колесникова СРСР               | Валентина Лук'янова СРСР               |
| 1969      | Барбара Вік НДР                     | Магдолна Кулчар Угорщина            | Анна Зиміна СРСР                       |
| 1970      | Марія Сікора Австрія                | Людмила Брагіна СРСР                | Зофія Колаковська Польща               |
| 1971      | Гільдегард Фальк ФРН                | Іляна Сіляй Румунія                 | Розмарі Стірлінг НДР                   |
| 1972      | Гунхільд Гоффмайстер ФРН            | Іляна Сіляй Румунія                 | Светла Златева Болгарія                |
| 1973      | Стефка Йорданова Болгарія           | Ельфі Рост НДР                      | Ельжбета Сковроньська (Католик) Польща |
| 1974      | Ельжбета Католик Польща             | Гізела Елленбергер ФРН              | Гунхільд Гоффмайстер НДР               |
| 1975      | Аніта Баркускі (Вайсс) НДР          | Сарміте Штула СРСР                  | Росіца Пехліванова Болгарія            |
| 1976      | Ніколіна Штерева Болгарія           | Ліляна Томова Болгарія              | Гізела Кляйн ФРН                       |
| 1977      | Джейн Коулбрук Велика Британія      | Тотка Петрова Болгарія              | Ельжбета Католик Польща                |
| 1978      | Ульріке Брунс НДР                   | Тотка Петрова Болгарія              | Маріана Суман Румунія                  |
| 1979      | Ніколіна Штерева Болгарія           | Аніта Вайсс НДР                     | Фіца Ловін Румунія                     |
| 1980      | Йоланта Янухта Польща               | Анн-Марі ван Нюффель Бельгія        | Ліз Барнс Велика Британія              |
| 1981      | Гільдегард Улльріх НДР              | Светла Златева Болгарія             | Ніколіна Штерева Болгарія              |
| 1982      | Дойна Мелінте Румунія               | Мартіна Штойк НДР                   | Йоланта Янухта Польща                  |
| 1983      | Світлана Кітова СРСР                | Зузана Моравчикова Чехословаччина   | Ольга Сімакова СРСР                    |
| 1984      | Мілена Матейковичова Чехословаччина | Дойна Мелінте Румунія               | Крістяна Кожокару (Матей) Румунія      |
| 1985      | Елла Ковач Румунія                  | Надія Олізаренко СРСР               | Крістяна Кожокару (Матей) Румунія      |
| 1986      | Зігрун Людвігс НДР                  | Крістяна Матей Румунія              | Слободанка Чолович Югославія           |
| 1987      | Крістіне Вахтель НДР                | Зігрун Людвігс НДР                  | Любов Кирюхіна СРСР                    |
| 1988      | Сабіна Цвінер ФРН                   | Ольга Нелюбова СРСР                 | Габі Леш ФРН                           |
| 1989      | Дойна Мелінте Румунія               | Еллен Кісслінг НДР                  | Тетяна Гребенчук СРСР                  |
| 1990      | Любов Гуріна СРСР                   | Сабіна Цвінер ФРН                   | Лоррейн Бейкер Велика Британія         |
| 1992      | Елла Ковач Румунія                  | Інна Євсєєва Об'єднана команда      | Олена Афанасьєва Об'єднана команда     |
| 1994      | Наталія Духнова Білорусь            | Елла Ковач Румунія                  | Карла Сакраменту Португалія            |
| 1996      | Патрісія Джате Франція              | Стелла Йонгманс Нідерланди          | Світлана Мастеркова Росія              |
| 1998      | Людмила Форманова Чехія             | Малін Еверлеф Швеція                | Юдіт Варга Угорщина                    |
| 2000      | Штефані Граф Австрія                | Наталія Циганова Росія              | Сандра Сталс Бельгія                   |
| 2002      | Йоланда Чеплак Словенія             | Штефані Граф Австрія                | Елізабет Груссель Франція              |
| 2005      | Лариса Чжао Росія                   | Майте Мартінес Іспанія              | Наталія Циганова Росія                 |
| 2007      | Оксана Зброжек Росія                | Тетяна Петлюк Україна               | Йоланда Чеплак Словенія                |
| 2009      | Марія Савінова Росія                | Оксана Зброжек Росія                | Еліза Кузма Піччоне Італія             |
| 2011      | Дженні Медоуз Велика Британія       | Лінда Марге Франція                 | Мерілін Окоро Велика Британія          |
| 2013      | Наталія Лупу Україна                | Олена Котульська Росія              | Марина Арзамасова Білорусь             |
| 2015      | Селіна Бюхель Швейцарія             | Наталія Лупу Україна                | Йоанна Южвік Польща                    |
| 2017      | Селіна Бюхель Швейцарія             | Шелайна Оскан-Кларк Велика Британія | Аніта Гінріксдоттір Ісландія           |
| 2019      | Шелейна Оскан-Кларк Велика Британія | Ренель Ламот Франція                | Ольга Ляхова Україна                   |
| 2021      | Кілі Годжкінсон Велика Британія     | Йоанна Южвік Польща                 | Ангеліка Ціхоцька Польща               |
| 2023      | Кілі Годжкінсон Велика Британія     | Аніта Горват Словенія               | Аньєс Рааролаї Франція                 |
| 2025      | Анна Вельгош Польща                 | Клара Ліберман Франція              | Аніта Горват Словенія                  |

### 1500 метрів
| Чемпіонат | Золото                                | Срібло                             | Бронза                                |
| --------- | ------------------------------------- | ---------------------------------- | ------------------------------------- |
| 1971      | Маргарет Бічем Велика Британія        | Людмила Брагіна СРСР               | Тамара Пангелова СРСР                 |
| 1972      | Тамара Пангелова СРСР                 | Людмила Брагіна СРСР               | Василена Амзіна Болгарія              |
| 1973      | Еллен Тіттель (Велльман) ФРН          | Тонка Петрова Болгарія             | Іріс Клаус НДР                        |
| 1974      | Тонка Петрова Болгарія                | Карін Кребс НДР                    | Тамара Козачкова СРСР                 |
| 1975      | Наталія Андрей (Мерешеску) Румунія    | Тетяна Казанкіна СРСР              | Еллен Велльман ФРН                    |
| 1976      | Брігітте Краус ФРН                    | Наталія Мерешеску Румунія          | Росіца Пехліванова Болгарія           |
| 1977      | Мері Стюарт Велика Британія           | Весела Яцинська Болгарія           | Румяна Чавдарова Болгарія             |
| 1978      | Іляня Сіляй Румунія                   | Наталія Мерешеску Румунія          | Брігітте Краус ФРН                    |
| 1979      | Наталія Мерешеску Румунія             | Заміра Зайцева СРСР                | Світлана Гуськова СРСР                |
| 1980      | Тамара Коба СРСР                      | Анна Букіс Польща                  | Мері Перселл Ірландія                 |
| 1981      | Аньєзе Поссамаї Італія                | Валентина Ільїних СРСР             | Любов Смолка СРСР                     |
| 1982      | Габріелла Доріо Італія                | Брігітте Краус ФРН                 | Беате Лібіх НДР                       |
| 1983      | Брігітте Краус ФРН                    | Марія Раду Румунія                 | Івана Клейнова Чехословаччина         |
| 1984      | Фіца Ловін Румунія                    | Еллі ван Хюлст Нідерланди          | Сандра Гассер Швейцарія               |
| 1985      | Дойна Мелінте Румунія                 | Фіца Ловін Румунія                 | Брігітте Краус ФРН                    |
| 1986      | Світлана Кітова СРСР                  | Тетяна Лебонда СРСР                | Мітіца Жунгхьяту (Константін) Румунія |
| 1987      | Сандра Гассер Швейцарія               | Світлана Кітова СРСР               | Івана Вальтерова Чехословаччина       |
| 1988      | Дойна Мелінте Румунія                 | Мітіца Константін Румунія          | Брігітте Краус ФРН                    |
| 1989      | Паула Іван Румунія                    | Марина Ячменьова СРСР              | Світлана Кітова СРСР                  |
| 1990      | Дойна Мелінте Румунія                 | Сандра Гассер Швейцарія            | Віолета Бекля Румунія                 |
| 1992      | Катерина Подкопаєва Об'єднана команда | Любов Кремльова Об'єднана команда  | Дойна Мелінте Румунія                 |
| 1994      | Катерина Подкопаєва Росія             | Людмила Рогачова Росія             | Малгожата Ридзь Польща                |
| 1996      | Карла Сакраменту Португалія           | Катерина Подкопаєва Росія          | Малгожата Ридзь Польща                |
| 1998      | Терезія Кісль Австрія                 | Лідія Хоєцька Польща               | Віолета Секелі Румунія                |
| 2000      | Віолета Секелі Румунія                | Ольга Кузнецова Росія              | Юлія Косенкова Росія                  |
| 2002      | Катерина Пузанова Росія               | Олена Ягер Румунія                 | Алеся Турова Білорусь                 |
| 2005      | Олена Ягер Румунія                    | Коріна Думбревян Румунія           | Гінд Дехіба Франція                   |
| 2007      | Лідія Хоєцька Польща                  | Наталія Пантелєєва Росія           | Олеся Чумакова Росія                  |
| 2009      | Наталія Родрігес Іспанія              | Соня Роман Словенія                | Ройзін Мак-Геттіган Ірландія          |
| 2011      | Олена Аржакова Росія                  | Нурія Фернандес Іспанія            | Катерина Мартинова Росія              |
| 2013      | Абеба Арегаві Швеція                  | Ісабель Масіас Іспанія             | Катаржина Бронятовська Польща         |
| 2015      | Сіфан Гассан Нідерланди               | Ангеліка Ціхоцька Польща           | Федеріка дель Буоно Італія            |
| 2017      | Лора М'юр Велика Британія             | Констанце Клостергальфен Німеччина | Софія Еннауї Польща                   |
| 2019      | Лора М'юр Велика Британія             | Софія Еннауї Польща                | К'яра Магіан Ірландія                 |
| 2021      | Еліс Вандерельст Бельгія              | Голлі Арчер Велика Британія        | Ганна Кляйн Німеччина                 |
| 2023      | Лора М'юр Велика Британія             | Клаудія Міхаела Бобоча Румунія     | Софія Еннауї Польща                   |
| 2025      | Агат Гіємо Франція                    | Саломе Афонсу Португалія           | Реві Волкотт-Нолан Велика Британія    |

### 3000 метрів
| Чемпіонат | Золото                            | Срібло                              | Бронза                                |
| --------- | --------------------------------- | ----------------------------------- | ------------------------------------- |
| 1982      | Аньєзе Поссамаї Італія            | Марічіка Пуйке Румунія              | Пола Фадж Велика Британія             |
| 1983      | Олена Сіпатова СРСР               | Аньєзе Поссамаї Італія              | Олена Малихіна СРСР                   |
| 1984      | Брігітте Краус ФРН                | Тетяна Позднякова СРСР              | Івана Клейнова Чехословаччина         |
| 1985      | Аньєзе Поссамаї Італія            | Ольга Бондаренко СРСР               | Івонн Маррей Велика Британія          |
| 1986      | Інес Бібернелль НДР               | Івонн Маррей Велика Британія        | Регіна Чистякова СРСР                 |
| 1987      | Івонн Маррей Велика Британія      | Еллі ван Хюлст Нідерланди           | Брігітте Краус ФРН                    |
| 1988      | Еллі ван Хюлст Нідерланди         | Вера Міхаллек ФРН                   | Венді Слай Велика Британія            |
| 1989      | Еллі ван Хюлст Нідерланди         | Ніккі Морріс Велика Британія        | Марічіка Пуйке Румунія                |
| 1990      | Еллі ван Хюлст Нідерланди         | Маргарета Кесег Румунія             | Андреа Гаманн НДР                     |
| 1992      | Маргарета Кесег Румунія           | Тетяна Доровських Об'єднана команда | Ріта Марквард Німеччина               |
| 1994      | Фернанда Рібейру Португалія       | Маргарета Кесег Румунія             | Анна Бжезиньська Польща               |
| 1996      | Фернанда Рібейру Португалія       | Сара Ведлунд Швеція                 | Марта Домінгес Іспанія                |
| 1998      | Габріела Сабо Румунія             | Фернанда Рібейру Португалія         | Марта Домінгес Іспанія                |
| 2000      | Габріела Сабо Румунія             | Лідія Хоєцька Польща                | Марта Домінгес Іспанія                |
| 2002      | Марта Домінгес Іспанія            | Карла Сакраменту Португалія         | Олена Задорожна Росія                 |
| 2005      | Лідія Хоєцька Польща              | Зузанне Пумпер Австрія              | Сабріна Моккенгаупт Німеччина         |
| 2007      | Лідія Хоєцька Польща              | Марта Домінгес Іспанія              | Сільвія Вайсстайнер Італія            |
| 2009      | Алеміту Бекеле Туреччина          | Сара Морейра Португалія             | Мері Каллен Ірландія                  |
| 2011      | Гелен Клітро Велика Британія      | Лідія Хоєцька Польща                | Лаєс Абдуллаєва Азербайджан           |
| 2013      | Сара Морейра Португалія           | Корінна Гаррер Німеччина            | Фіоннуала Бріттон Ірландія            |
| 2015      | Олена Коробкіна Росія             | Світлана Куделич Білорусь           | Морін Костер Нідерланди               |
| 2017      | Лора М'юр Велика Британія         | Ясмін Джан Туреччина                | Ейліш Макколган Велика Британія       |
| 2019      | Лора М'юр Велика Британія         | Констанце Клостергальфен Німеччина  | Мелісса Кортні Велика Британія        |
| 2021      | Емі-Елоїз Марковц Велика Британія | Аліс Фіно Франція                   | Веріті Окенден Велика Британія        |
| 2023      | Ганна Кляйн Німеччина             | Констанце Клостергальфен Німеччина  | Мелісса Кортні-Браянт Велика Британія |
| 2025      | Сара Гілі Ірландія                | Мелісса Кортні-Браянт [[]]          | Саломе Афонсу Португалія              |

### 60 метрів з бар'єрами
| Чемпіонат | Золото                                | Срібло                                 | Бронза                         |
| --------- | ------------------------------------- | -------------------------------------- | ------------------------------ |
| 1966      | Ірина Пресс СРСР                      | Гундула Діль НДР                       | Інге Шелль ФРН                 |
| 1970      | Карін Бальцер НДР                     | Лія Хітріна СРСР                       | Тереза Сукневич Польща         |
| 1971      | Карін Бальцер НДР                     | Аннелі Ергардт НДР                     | Тереза Сукневич Польща         |
| 1973      | Аннелі Ергардт НДР                    | Валерія Буфану Румунія                 | Тереза Новак Польща            |
| 1974      | Аннероз Фідлер НДР                    | Гражина Рабштин Польща                 | Мета Антенен Швейцарія         |
| 1975      | Гражина Рабштин Польща                | Аннелі Ергардт НДР                     | Тетяна Анисимова СРСР          |
| 1976      | Гражина Рабштин Польща                | Наталія Лебедєва СРСР                  | Божена Новаковська Польща      |
| 1977      | Любов Никитенко СРСР                  | Зофія Філіп (Бельчик) Польща           | Ріта Боттільєрі Італія         |
| 1978      | Йоганна Клір НДР                      | Гражина Рабштин Польща                 | Сільвія Кемпін НДР             |
| 1979      | Данута Перка Польща                   | Гражина Рабштин Польща                 | Ніна Моргуліна СРСР            |
| 1980      | Зофія Бельчик Польща                  | Гражина Рабштин Польща                 | Наталія Лебедєва СРСР          |
| 1982      | Керстін Кнабе НДР                     | Беттіна Герц НДР                       | Йорданка Донкова Болгарія      |
| 1983      | Беттіна Ян НДР                        | Керстін Кнабе НДР                      | Тетяна Малюванець СРСР         |
| 1984      | Люцина Калек Польща                   | Віра Акімова СРСР                      | Йорданка Донкова Болгарія      |
| 1985      | Корнелія Ошкенат НДР                  | Гінка Загорчева Болгарія               | Анн Пікеро Франція             |
| 1986      | Корнелія Ошкенат НДР                  | Анн Пікеро Франція                     | Керстін Кнабе НДР              |
| 1987      | Йорданка Донкова Болгарія             | Глорія Уйбель НДР                      | Гінка Загорчева Болгарія       |
| 1988      | Корнелія Ошкенат НДР                  | Мар'ян Оліслагер Нідерланди            | Міхаела Погачан Румунія        |
| 1989      | Йорданка Донкова Болгарія             | Людмила Нарожиленко СРСР               | Габріела Ліппе ФРН             |
| 1990      | Людмила Нарожиленко СРСР              | Монік Еванже-Епе Франція               | Міхаела Погачан Румунія        |
| 1992      | Людмила Нарожиленко Об'єднана команда | Монік Еванже-Епе Франція               | Йорданка Донкова Болгарія      |
| 1994      | Йорданка Донкова Болгарія             | Єва Соколова Росія                     | Анн Пікеро Франція             |
| 1996      | Патрісія Жирар Франція                | Бригита Буковець Словенія              | Монік Турре Франція            |
| 1998      | Патрісія Жирар Франція                | Світлана Лаухова Росія                 | Діана Аллагрін Велика Британія |
| 2000      | Лінда Ферга Франція                   | Патрісія Жирар Франція                 | Олена Красовська Україна       |
| 2002      | Лінда Ферга Франція                   | Кірстен Больм Німеччина                | Патрісія Жирар Франція         |
| 2005      | Сюзанна Каллур Швеція                 | Єнні Каллур Швеція                     | Кірстен Больм Німеччина        |
| 2007      | Сюзанна Каллур Швеція                 | Олександра Антонова Росія              | Кірстен Больм Німеччина        |
| 2009      | Елін Берінгс Бельгія                  | Люціє Шкробакова Чехія                 | Дервал О'Рурк Ірландія         |
| 2011      | Каролін Нітра Німеччина               | Тіффані Офілі (Портер) Велика Британія | Крістіна Вукічевич Норвегія    |
| 2013      | Аліна Талай Білорусь                  | Вероніка Борсі Італія                  | Дервал О'Рурк Ірландія         |
| 2015      | Аліна Талай Білорусь                  | Люсі Гаттон Велика Британія            | Серіта Соломон Велика Британія |
| 2017      | Сінді Роледер Німеччина               | Аліна Талай Білорусь                   | Памела Дуткевич Німеччина      |
| 2019      | Надін Віссер Нідерланди               | Сінді Роледер Німеччина                | Ельвіра Герман Білорусь        |
| 2021      | Надін Віссер Нідерланди               | Синтія Сембер Велика Британія          | Тіффані Портер Велика Британія |
| 2023      | Реетта Гурске Фінляндія               | Надін Віссер Нідерланди                | Дітаджі Камбунджі Швейцарія    |
| 2025      | Дітаджі Камбунджі Швейцарія           | Надін Віссер Нідерланди                | Пія Скшишовська Польща         |

### 4×400 метрів
| Чемпіонат | Золото                                                                           | Срібло                                                                     | Бронза                                                                              |
| --------- | -------------------------------------------------------------------------------- | -------------------------------------------------------------------------- | ----------------------------------------------------------------------------------- |
| 1971      | СРСРЛюбов Фіногенова Галина Камардіна Віра Попкова Людмила Аксьонова             | ФРНГізела Алемаєр Гізела Елленбергер (Кляйн) Аннетте Рюккес Кріста Чекай   | БолгаріяСветла Златева Стефка Йорданова Джена Бінева Тонка Петрова                  |
| 2000      | РосіяОлеся Зикина Ірина Росіхіна Юлія Сотникова Світлана Поспелова               | ІталіяФранческа Карбоне Карла Барбаріно Патріция Спурі Вірна де Анджелі    | РумуніяГеоргета Лазар Анца Шафта Отілія Руйчу Аліна Ріпану                          |
| 2002      | БілорусьКатерина Станкевич Ірина Хлюстова Анна Козак Світлана Усович             | ПольщаАнна Пахолак Анета Лемеш Анна Загурська Гражина Прокопек             | ІталіяДанієла Рейна Патріция Спурі Карла Барбаріно Данієлла Перполі                 |
| 2005      | РосіяТетяна Левіна Юлія Носова Ірина Росіхіна Світлана Поспелова                 | ПольщаАнна Гузовська Моніка Бейнар Марта Хруст-Рожей Малгожата Пскіт       | Велика БританіяМелані Перкісс Донна Фрейзер Кетрін Мерфі Лі Макконнелл              |
| 2007      | БілорусьЮліана Ющенко Ірина Хлюстова Світлана Усович Ілона Усович                | РосіяОлеся Зикіна Наталія Іванова Жанна Кащеєва Наталія Антюх              | Велика БританіяЕмма Дак Нікола Сандерс Кім Волл Лі Макконнелл                       |
| 2009      | РосіяНаталія Антюх Дар'я Сафонова Олена Войнова Антоніна Кривошапка              | Велика БританіяДонна Фрейзер Кім Волл Вікторія Берр Мерілін Окоро          | БілорусьОлена Кієвич Катерина Бобрик Анна Ташпулатова Катерина Мішина               |
| 2011      | РосіяКсенія Задоріна Ксенія Вдовіна Олена Мігунова Олеся Красномовець            | Велика БританіяКеллі Сатертон Лі Макконнелл Мерілін Окоро Дженні Медоуз    | ФранціяМюріель Юртіс Летиція Дені Марі Гайо Флорія Гей                              |
| 2013      | Велика БританіяЕйлід Чайлд Шейна Кокс Крістін Огуруоґу Перрі Шейкс-Дрейтон       | РосіяОльга Товарнова Тетяна Вешкурова Надія Котлярова Ксенія Задоріна      | ЧехіяДеніза Росолова Їтка Бартонічкова Ленка Масна Зузана Гейнова                   |
| 2015      | ФранціяФлорія Гей Елеа-Мар'яма Діарра Агнес Раалораї Марі Гайо                   | Велика БританіяКеллі Мессі Серен Банді-Девіс Лора Меддокс Кірстен Макаслан | ПольщаЙоанна Лінкевич Малгожата Голуб Моніка Щенсна Юстина Швенти                   |
| 2017      | ПольщаПатриція Вичишкевич Малгожата Голуб Іга Баумгарт Юстина Швенти             | Велика БританіяЕйлід Дойл Філіппа Лоу Мері Іхіке Лавіаї Нільсен            | УкраїнаОльга Бібік Тетяна Мельник Анастасія Бризгіна Ольга Ляхова                   |
| 2019      | ПольщаАнна Келбасинська Іга Баумгарт-Вітан Малгожата Голуб Юстина Швенти-Ерсетиц | Велика БританіяЛавіаї Нільсен Зої Кларк Амбер Аннінг Ейлід Дойл            | ІталіяРафаела Лукудо Айоміде Фолорунсо К'яра Баццоні Марта Мілані                   |
| 2021      | НідерландиЛіке Клавер Маріт Допхайде Лісанне де Вітте Фемке Бол                  | Велика БританіяЗої Кларк Джоді Вільямс Амарачі Піпі Джессі Найт            | ПольщаНаталія Качмарек Малгожата Голуб-Ковалик Ковалія Лесевич Александра Гаворська |
| 2023      | НідерландиЛіке Клавер Евеліне Салберг Кателейн Петерс Фемке Бол                  | ІталіяАліче Манджоне Айоміде Фолорунсо Анна Полінарі Елеонора Марк'яндо    | ПольщаАнна Келбасинська Маріка Попович-Драпала Аліцья Врона-Кутшепа Анна Палис      |
| 2025      | НідерландиЛіке Клавер Ніна Франке Кателейн Петерс Фемке Бол                      | Велика БританіяЛіна Нільсен Ханна Келлі Емілі Ньюнем Амбер Аннінг          | ЧехіяЛада Вондрова Ніколета Їхова Тереза Петржилкова Лурдес Глорія Мануель          |

### Стрибки у висоту
| Чемпіонат | Золото                                     | Срібло                                      | Бронза                                     |
| --------- | ------------------------------------------ | ------------------------------------------- | ------------------------------------------ |
| 1966      | Йоланда Балаш Румунія                      | Ольга Гере-Пулич Югославія                  | Ілія Ганс ФРН                              |
| 1967      | Таїсія Ченчик СРСР                         | Лінда Ноулз Велика Британія                 | Ярослава Кралова Чехословаччина            |
| 1968      | Ріта Шмідт (Кірст) НДР                     | Вірджинія Бонч Румунія                      | Антоніна Окорокова СРСР                    |
| 1969      | Ріта Шмідт (Кірст) НДР                     | Йорданка Благоєва Болгарія                  | Антоніна Лазарева СРСР                     |
| 1970      | Ілона Гузенбауер Австрія                   | Корнелія Попеску Румунія                    | Ріта Шмідт (Кірст) НДР                     |
| 1971      | Мілада Карбанова Чехословаччина            | Віра Гаврилова СРСР                         | Корнелія Попеску Румунія                   |
| 1972      | Ріта Шмідт (Кірст) НДР                     | Ріта Гільдемайстер НДР                      | Йорданка Благоєва Болгарія                 |
| 1973      | Йорданка Благоєва Болгарія                 | Ріта Гільдемайстер НДР                      | Мілада Карбанова Чехословаччина            |
| 1974      | Розмарі Вітчас (Аккерман) НДР              | Мілада Карбанова Чехословаччина             | Ріта Кірст НДР                             |
| 1975      | Розмарі Аккерман НДР                       | Марі-Крістін Дебурс Франція                 | Аннеміке Баума Нідерланди                  |
| 1976      | Розмарі Аккерман НДР                       | Ульрике Мейфарт ФРН                         | Мілада Карбанова Чехословаччина            |
| 1977      | Сара Сімеоні Італія                        | Брігітте Хольцапфель ФРН                    | Самуель Едіт Угорщина                      |
| 1978      | Сара Сімеоні Італія                        | Брігітте Хольцапфель ФРН                    | Урсула Келян Польща                        |
| 1979      | Андреа Матай Угорщина                      | Урсула Келян Польща                         | Ульріке Мейфарт ФРН                        |
| 1980      | Сара Сімеоні Італія                        | Андреа Матай Угорщина                       | Урсула Келян Польща                        |
| 1981      | Сара Сімеоні Італія                        | Ельжбета Кравчук Польща                     | Урсула Келян Польща                        |
| 1982      | Ульріке Мейфарт ФРН                        | Андреа Бініас НДР                           | Каталін Штерк Угорщина                     |
| 1983      | Тамара Бикова СРСР                         | Лариса Косіцина СРСР                        | Маріс Еванже-Епе Франція                   |
| 1984      | Ульріке Мейфарт ФРН                        | Маріс Еванже-Епе Франція                    | Данута Булковська Польща                   |
| 1985      | Стефка Костадинова Болгарія                | Зузанне Гельм (Баєр) НДР                    | Данута Булковська Польща                   |
| 1986      | Андреа Бініас НДР                          | Габріела Гюнц НДР                           | Лариса Косіцина СРСР                       |
| 1987      | Стефка Костадинова Болгарія                | Тамара Бикова СРСР                          | Зузанне Баєр НДРЕльжбета Трилинська Польща |
| 1988      | Стефка Костадинова Болгарія                | Гайке Редецькі (Генкель) ФРН                | Лариса Косіцина СРСР                       |
| 1989      | Галина Астафей Румунія                     | Ханне Хаугланд Норвегія                     | Маріс Еванже-Епе Франція                   |
| 1990      | Гайке Генкель ФРН                          | Брітта Ферос НДР                            | Галина Астафей Румунія                     |
| 1992      | Гайке Генкель Німеччина                    | Стефка Костадинова Болгарія                 | Олена Єлесіна Об'єднана команда            |
| 1994      | Стефка Костадинова Болгарія                | Десіслава Александрова-Младенова Болгарія   | Зігрід Кірхман Австрія                     |
| 1996      | Аліна Астафей Німеччина                    | Нікі Бакоянні Греція                        | Ольга Большова Молдова                     |
| 1998      | Моніка Ягер Румунія                        | Аліна Астафей Німеччина                     | Олена Єлесіна Росія                        |
| 2000      | Кайса Бергквіст Швеція                     | Зузана Главонова Чехія                      | Ольга Калітуріна Росія                     |
| 2002      | Марина Купцова Росія                       | Дора Дьєрффі УгорщинаКайса Бергквіст Швеція | не вручалась                               |
| 2005      | Анна Чичерова Росія                        | Рут Бейтья Іспанія                          | Венеліна Венева Болгарія                   |
| 2007      | Тія Геллебаут Бельгія                      | Антонієта ді Мартіно Італія                 | Рут Бейтья Іспанія                         |
| 2009      | Аріане Фрідріх Німеччина                   | Рут Бейтья Іспанія                          | Вікторія Клюгіна Росія                     |
| 2011      | Антонієта ді Мартіно Італія                | Рут Бейтья Іспанія                          | Ебба Юнгмарк Швеція                        |
| 2013      | Рут Бейтья Іспанія                         | Ебба Юнгмарк Швеція                         | Емма Грін Швеція                           |
| 2015      | Марія Кучина Росія                         | Алессія Трост Італія                        | Каміла Ліцвінко Польща                     |
| 2017      | Айріне Пальшите Литва                      | Рут Бейтья Іспанія                          | Юлія Левченко Україна                      |
| 2019      | Марія Ласіцкене Допущені нейтральні атлети | Юлія Левченко Україна                       | Айріне Пальшите Литва                      |
| 2021      | Ярослава Магучіх Україна                   | Ірина Геращенко Україна                     | Елла Юнніла Фінляндія                      |
| 2023      | Ярослава Магучіх Україна                   | Брітт Веєрман Нідерланди                    | Катерина Табашник Україна                  |
| 2025      | Ярослава Магучіх Україна                   | Ангеліна Топич Сербія                       | Енгла Нільссон Швеція                      |

### Стрибки з жердиною
| Чемпіонат | Золото                                       | Срібло                                       | Бронза                                          |
| --------- | -------------------------------------------- | -------------------------------------------- | ----------------------------------------------- |
| 1996      | Вала Флосадоттір Ісландія                    | Крістіне Адамс Німеччина                     | Габріела Міхалча Румунія                        |
| 1998      | Анжела Балахонова Україна                    | Данієла Бартова Чехія                        | Вала Флосадоттір Ісландія                       |
| 2000      | Павла Хамачкова Чехія                        | Олена Белякова РосіяКрістіне Адамс Німеччина | не вручалась                                    |
| 2002      | Світлана Феофанова Росія                     | Івонн Бушбаум Німеччина                      | Моніка Пирек Польща                             |
| 2005      | Олена Ісинбаєва Росія                        | Анна Роґовська Польща                        | Моніка Пирек Польща                             |
| 2007      | Світлана Феофанова Росія                     | Юлія Голубчикова Росія                       | Анна Роґовська Польща                           |
| 2009      | Юлія Голубчикова Росія                       | Зільке Шпігельбург Німеччина                 | Анна Баттке Німеччина                           |
| 2011      | Анна Роґовська Польща                        | Зільке Шпігельбург Німеччина                 | Крістіна Гаджієва Німеччина                     |
| 2013      | Голлі Блісдейл Велика Британія               | Анна Роґовська Польща                        | Анжеліка Сидорова Росія                         |
| 2015      | Анжеліка Сидорова Росія                      | Екатеріні Стефаніді Греція                   | Ангеліка Бенгтссон Швеція                       |
| 2017      | Екатеріні Стефаніді Греція                   | Ліза Рижих Німеччина                         | Ангеліка Бенгтссон ШвеціяМарина Килипко Україна |
| 2019      | Анжеліка Сидорова Допущені нейтральні атлети | Голлі Бредшоу Велика Британія                | Ніколета Кіріакопулу Греція                     |
| 2021      | Ангеліка Мозер Швейцарія                     | Тіна Шутей Словенія                          | Голлі Бредшоу Велика БританіяІрина Жук Білорусь |
| 2023      | Вілма Мурто Фінляндія                        | Тіна Шутей Словенія                          | Амаліє Швабікова Чехія                          |
| 2025      | Ангеліка Мозер Швейцарія                     | Тіна Шутей Словенія                          | Марі-Жулі Боннен Франція                        |

### Стрибки в довжину
| Чемпіонат | Золото                           | Срібло                              | Бронза                                      |
| --------- | -------------------------------- | ----------------------------------- | ------------------------------------------- |
| 1966      | Тетяна Щелканова СРСР            | Мері Ренд Велика Британія           | Гайде Розендаль ФРН                         |
| 1967      | Беріт Бертельсен Норвегія        | Гайде Розендаль ФРН                 | Віоріка Віскополяну Румунія                 |
| 1968      | Беріт Бертельсен Норвегія        | Бербель Ленерт НДР                  | Віоріка Віскополяну Румунія                 |
| 1969      | Ірена Шевінська Польща           | Сьюзан Скотт Велика Британія        | Мета Антенен Швейцарія                      |
| 1970      | Віоріка Віскополяну Румунія      | Гайде Розендаль ФРН                 | Мирослава Сарна Польща                      |
| 1971      | Гайде Розендаль ФРН              | Ірена Шевінська Польща              | Віоріка Віскополяну Румунія                 |
| 1972      | Брігітте Резен ФРН               | Мета Антенен Швейцарія              | Ярміла Нигринова Чехословаччина             |
| 1973      | Діана Йоргова Болгарія           | Ярміла Нигринова Чехословаччина     | Мірослава Сарна Польща                      |
| 1974      | Мета Антенен Швейцарія           | Ангела Шмальфельд НДР               | Валерія Штефенеску Румунія                  |
| 1975      | Доріна Кетіняну Румунія          | Лідія Алфеєва СРСР                  | Мета Антенен Швейцарія                      |
| 1976      | Лідія Алфеєва СРСР               | Ярміла Нигринова Чехословаччина     | Галина Гопченко СРСР                        |
| 1977      | Ярміла Нигринова Чехословаччина  | Ердельї Ільдіко Угорщина            | Гайдемарі Віциск НДР                        |
| 1978      | Ярміла Нигринова Чехословаччина  | Ільдіко Ердельї Угорщина            | Сьюзан Рів Велика Британія                  |
| 1979      | Зігрун Зігль НДР                 | Ярміла Нигринова Чехословаччина     | Лена Юханссон Швеція                        |
| 1980      | Анна Влодарчик Польща            | Анке Вайгт ФРН                      | Сабіна Евертс ФРН                           |
| 1981      | Карін Генель ФРН                 | Зігрід Гайман НДР                   | Ясмін Фішер ФРН                             |
| 1982      | Сабіна Евертс ФРН                | Карін Генель ФРН                    | Валь Іонеску Румунія                        |
| 1983      | Єва Муркова Чехословаччина       | Хельга Радтке ФРН                   | Хайке Дауте НДР                             |
| 1984      | Сьюзан Герншоу Велика Британія   | Єва Муркова Чехословаччина          | Стефанія Лаццароні Італія                   |
| 1985      | Галина Чистякова СРСР            | Єва Муркова Чехословаччина          | Хайке Дрехслер НДР                          |
| 1986      | Хайке Дрехслер НДР               | Хельга Радтке НДР                   | Олена Коконова СРСР                         |
| 1987      | Хайке Дрехслер НДР               | Галина Чистякова СРСР               | Олена Белевська СРСР                        |
| 1988      | Хайке Дрехслер НДР               | Галина Чистякова СРСР               | Йоланта Бартчак Польща                      |
| 1989      | Галина Чистякова СРСР            | Іоланда Чен СРСР                    | Рінга Ропо-Юнніла Фінляндія                 |
| 1990      | Галина Чистякова СРСР            | Олена Хлопотнова СРСР               | Хельга Радтке НДР                           |
| 1992      | Лариса Бережна Об'єднана команда | Мар'єта Ілку Румунія                | Людмила Нінова Австрія                      |
| 1994      | Хайке Дрехслер Німеччина         | Людмила Нінова Австрія              | Інеса Кравець Україна                       |
| 1996      | Рената Нільсен Данія             | Олена Сінчукова Росія               | Клаудія Герхардт Німеччина                  |
| 1998      | Фіона Мей Італія                 | Тетяна Тер-Месроб'ян Росія          | Лінда Ферга Франція                         |
| 2000      | Еріка Юханссон Швеція            | Хайке Дрехслер Німеччина            | Іва Пранджева Болгарія                      |
| 2002      | Нікі Ксанту Греція               | Ольга Рубльова Росія                | Людмила Галкіна Росія                       |
| 2005      | Найде Гомеш Португалія           | Стіліані Пілату Греція              | Адіна Антон РумуніяБ'янка Капплер Німеччина |
| 2007      | Найде Гомеш Португалія           | Консепсьйон Монтанер Іспанія        | Деніза Щербова Чехія                        |
| 2009      | Ксенія Балта Естонія             | Олена Соколова Росія                | Ольга Кучеренко Росія                       |
| 2011      | Дарія Клішина Росія              | Найде Гомеш Португалія              | Юлія Підлужна Росія                         |
| 2013      | Дарія Клішина Росія              | Елюаз Лесер Франція                 | Еріка Ярдер Швеція                          |
| 2015      | Івана Шпанович Сербія            | Состене Могенара Німеччина          | Флорентіна Марінку Румунія                  |
| 2017      | Івана Шпанович Сербія            | Лоррейн Уген Велика Британія        | Клаудія Зальман-Рат Німеччина               |
| 2019      | Івана Шпанович Сербія            | Анастасія Мирончик-Іванова Білорусь | Марина Бех-Романчук Україна                 |
| 2021      | Марина Бех-Романчук Україна      | Малайка Мігамбо Німеччина           | Хадді Санья Швеція                          |
| 2023      | Джазмін Соєрс Велика Британія    | Ларісса Япікіно Італія              | Івана Вулета (Шпанович) Сербія              |
| 2025      | Ларісса Япікіно Італія           | Аннік Келін Швейцарія               | Малайка Мігамбо Німеччина                   |

### Потрійний стрибок
| Чемпіонат | Золото                            | Срібло                      | Бронза                      |
| --------- | --------------------------------- | --------------------------- | --------------------------- |
| 1990      | Галина Чистякова СРСР             | Хельга Радтке НДР           | Ана Олівейра Португалія     |
| 1992      | Інеса Кравець Об'єднана команда   | Софія Божанова Болгарія     | Хельга Радтке Німеччина     |
| 1994      | Інна Ласовська Росія              | Анна Бірюкова Росія         | Софія Божанова Болгарія     |
| 1996      | Іва Пранджева Болгарія            | Шарка Кашпаркова Чехія      | Ольга Васдекі Греція        |
| 1998      | Ашія Гансен Велика Британія       | Шарка Кашпаркова Чехія      | Олена Лебеденко Росія       |
| 2000      | Тетяна Лебедєва Росія             | Крістіна Ніколау Румунія    | Іва Пранджева Болгарія      |
| 2002      | Тереза Марінова Болгарія          | Ашія Гансен Велика Британія | Олена Олейникова Росія      |
| 2005      | Вікторія Гурова Росія             | Магделін Мартінес Італія    | Карлота Кастрехана Іспанія  |
| 2007      | Карлота Кастрехана Іспанія        | Олеся Буфалова Росія        | Тереза Нзола Франція        |
| 2009      | Анастасія Таранова-Потапова Росія | Марія Шестак Словенія       | Дана Велдякова Словаччина   |
| 2011      | Сімона ла Мантія Італія           | Олеся Забара Росія          | Дана Велдякова Словаччина   |
| 2013      | Ольга Саладуха Україна            | Ірина Гуменюк Росія         | Сімона ла Мантія Італія     |
| 2015      | Катерина Конєва Росія             | Габріела Петрова Болгарія   | Анна Князева Ізраїль        |
| 2017      | Крістін Гіріш Німеччина           | Патрісія Мамона Португалія  | Параскеві Папахристу Греція |
| 2019      | Ана Пелетейро Іспанія             | Параскеві Папахристу Греція | Ольга Саладуха Україна      |
| 2021      | Патрісія Мамона Португалія        | Ана Пелетейро Іспанія       | Ніле Екгардт Німеччина      |
| 2023      | Тугба Данішмаз Туреччина          | Дар'я Деркач Італія         | Патрісія Мамона Португалія  |
| 2025      | Ана Пелетейро-Компаоре Іспанія    | Діана Ана Марія Йон Румунія | Сенні Салмінен Фінляндія    |

### Штовхання ядра
| Чемпіонат | Золото                              | Срібло                            | Бронза                        |
| --------- | ----------------------------------- | --------------------------------- | ----------------------------- |
| 1966      | Маргітта Гуммель НДР                | Тамара Пресс СРСР                 | Надія Чижова СРСР             |
| 1967      | Надія Чижова СРСР                   | Іванка Христова Болгарія          | Марія Чорбова Болгарія        |
| 1968      | Надія Чижова СРСР                   | Маргітта Гуммель НДР              | Маріта Ланге НДР              |
| 1969      | Маріта Ланге НДР                    | Іванка Христова Болгарія          | Інгебург Фрідріх НДР          |
| 1970      | Надія Чижова СРСР                   | Ганнелор Фрідель НДР              | Маріта Ланге НДР              |
| 1971      | Надія Чижова СРСР                   | Маргітта Гуммель НДР              | Антоніна Іванова СРСР         |
| 1972      | Надія Чижова СРСР                   | Антоніна Іванова СРСР             | Маріанне Адам НДР             |
| 1973      | Гелена Фібінгерова Чехословаччина   | Людвіка Хевіньська Польща         | Антоніна Іванова СРСР         |
| 1974      | Гелена Фібінгерова Чехословаччина   | Надія Чижова СРСР                 | Маріанне Адам НДР             |
| 1975      | Маріанне Адам НДР                   | Гелена Фібінгерова Чехословаччина | Іванка Христова Болгарія      |
| 1976      | Іванка Христова Болгарія            | Світлана Крачевська СРСР          | Ілона Шокнехт (Слюп'янек) НДР |
| 1977      | Гелена Фібінгерова Чехословаччина   | Ілона Слюп'янек НДР               | Єва Вільмс ФРН                |
| 1978      | Гелена Фібінгерова Чехословаччина   | Маргітта Дрезе НДР                | Єва Вільмс ФРН                |
| 1979      | Ілона Слюп'янек НДР                 | Маріанне Адам НДР                 | Джуді Оукс Велика Британія    |
| 1980      | Гелена Фібінгерова Чехословаччина   | Єва Вільмс ФРН                    | Беатрікс Філіпп ФРН           |
| 1981      | Ілона Слюп'янек НДР                 | Гелена Фібінгерова Чехословаччина | Гельма Кноршайдт НДР          |
| 1982      | Вержинія Веселінова Болгарія        | Гелена Фібінгерова Чехословаччина | Наталія Лісовська СРСР        |
| 1983      | Гелена Фібінгерова Чехословаччина   | Гельма Кноршайдт НДР              | Зденка Шилгава Чехословаччина |
| 1984      | Гелена Фібінгерова Чехословаччина   | Клаудія Лош ФРН                   | Гайді Крігер НДР              |
| 1985      | Гелена Фібінгерова Чехословаччина   | Клаудія Лош ФРН                   | Хайке Гартвіг НДР             |
| 1986      | Клаудія Лош ФРН                     | Гайді Крігер НДР                  | Міхаела Логін Румунія         |
| 1987      | Наталія Ахрименко СРСР              | Гайді Крігер НДР                  | Хайке Гартвіг НДР             |
| 1988      | Клаудія Лош НДР                     | Лариса Пелешенко СРСР             | Катрін Наймке НДР             |
| 1989      | Штефані Шторп ФРН                   | Гайке Гартвіг НДР                 | Ірис Плотцицька ФРН           |
| 1990      | Клаудія Лош ФРН                     | Наталія Лісовська СРСР            | Гріт Гаммер НДР               |
| 1992      | Наталія Лісовська Об'єднана команда | Светла Міткова Болгарія           | Астрід Кумбернусс Німеччина   |
| 1994      | Астрід Кумбернусс Німеччина         | Лариса Пелешенко Росія            | Светла Міткова Болгарія       |
| 1996      | Астрід Кумбернусс Німеччина         | Ірина Худорошкіна Росія           | Валентина Федюшина Україна    |
| 1998      | Ірина Коржаненко Росія              | Віта Павлиш Україна               | Коррі де Брейн Нідерланди     |
| 2000      | Лариса Пелешенко Росія              | Надін Кляйнерт Німеччина          | Астрід Кумбернусс Німеччина   |
| 2002      | Віта Павлиш Україна                 | Ассунта Леньянте Італія           | Лія Куман Нідерланди          |
| 2005      | Надія Остапчук Білорусь             | Крістіна Забавська Польща         | Ольга Рябінкіна Росія         |
| 2007      | Ассунта Леньянте Італія             | Ірина Худорошкіна Росія           | Ольга Рябінкіна Росія         |
| 2009      | Петра Ламмерт Німеччина             | Деніз Гінріхс Німеччина           | Анка Гелтне Румунія           |
| 2011      | Анна Авдєєва Росія                  | Крістіна Шваніц Німеччина         | Йозефін Терлецькі Німеччина   |
| 2013      | Крістіна Шваніц Німеччина           | Альона Копець Білорусь            | К'яра Роза Італія             |
| 2015      | Аніта Мартон Угорщина               | Юлія Леонтюк Білорусь             | Радослава Мавродієва Болгарія |
| 2017      | Аніта Мартон Угорщина               | Радослава Мавродієва Болгарія     | Юлія Леонтюк Білорусь         |
| 2019      | Радослава Мавродієва Болгарія       | Крістіна Шваніц Німеччина         | Аніта Мартон Угорщина         |
| 2021      | Оріоль Донгмо Португалія            | Фанні Рос Швеція                  | Крістіна Шваніц Німеччина     |
| 2023      | Оріоль Донгмо Португалія            | Сара Гамбетта Німеччина           | Фанні Рос Швеція              |
| 2025      | Джессіка Схілдер Нідерланди         | Ємісі Огунлеє Німеччина           | Оріоль Донгмо Португалія      |

### П'ятиборство
| Чемпіонат | Золото                                   | Срібло                         | Бронза                           |
| --------- | ---------------------------------------- | ------------------------------ | -------------------------------- |
| 1992      | Ліліана Нестасе Румунія                  | Петра Вейдяну Румунія          | Уршула Влодарчик Польща          |
| 1994      | Лариса Турчинська Росія                  | Ріта Інанчі Угорщина           | Уршула Влодарчик Польща          |
| 1996      | Олена Лебеденко Росія                    | Уршула Влодарчик Польща        | Ірина Вострикова Росія           |
| 1998      | Уршула Влодарчик Польща                  | Ірина Белова Росія             | Карін Шпрехт (Ертль) Німеччина   |
| 2000      | Карін Ертль Німеччина                    | Ірина Вострикова Росія         | Уршула Влодарчик Польща          |
| 2002      | Олена Прохорова Росія                    | Найде Гомеш Португалія         | Кароліна Клюфт Швеція            |
| 2005      | Кароліна Клюфт Швеція                    | Келлі Сатертон Велика Британія | Наталія Добринська Україна       |
| 2007      | Кароліна Клюфт Швеція                    | Келлі Сатертон Велика Британія | Карін Рукштуль Нідерланди        |
| 2009      | Анна Богданова Росія                     | Йоланда Кейзер Нідерланди      | Антуанетта Нана Джиму Франція    |
| 2011      | Антуанетта Нана Джиму Франція            | Аустра Скуїте Литва            | Ремона Франсен Нідерланди        |
| 2013      | Антуанетта Нана Джиму Франція            | Яна Максимова Білорусь         | Ганна Мельниченко Україна        |
| 2015      | Катаріна Джонсон-Томпсон Велика Британія | Нафіссату Тіам Бельгія         | Елішка Клучинова Чехія           |
| 2017      | Нафіссату Тіам Бельгія                   | Івона Дадич Австрія            | Дьєрдьї Живоцькі-Фаркаш Угорщина |
| 2019      | Катаріна Джонсон-Томпсон Велика Британія | Ніам Емерсон Велика Британія   | Солен Ндама Франція              |
| 2021      | Нафіссату Тіам Бельгія                   | Нор Відтс Бельгія              | Ксенія Крісан Угорщина           |
| 2023      | Нафіссату Тіам Бельгія                   | Адріана Сулек Польща           | Нор Відтс Бельгія                |
| 2025      | Сага Ваннінен Фінляндія                  | Софі Доктер Нідерланди         | Кейт О'Коннор Ірландія           |

## Змішана дисципліна

### 4×400 метрів
- дисципліна представлена у програмі чемпіонатів, починаючи з 2025

| Чемпіонат | Золото                                                       | Срібло                                                          | Бронза                                                                 |
| --------- | ------------------------------------------------------------ | --------------------------------------------------------------- | ---------------------------------------------------------------------- |
| 2025      | НідерландиНік Смідт Евеліне Салберг Тоні ван Діпен Фемке Бол | БельгіяЖульєн Ватрен Імке Вервет Крістіан Ігуасель Елена Понетт | Велика БританіяАластер Чалмерс Емілі Ньюнем Джошуа Фоулдс Ліна Нільсен |

## Колишні дисципліни серед жінок

### 50 метрів
| Чемпіонат | Золото                    | Срібло                  | Бронза                        |
| --------- | ------------------------- | ----------------------- | ----------------------------- |
| 1967      | Маргіт Немешхазі Угорщина | Карін Валльгрен Швеція  | Галина Бухаріна СРСР          |
| 1968      | Сільвіан Телльє Франція   | Еріка Рост ФРН          | Ганнелор Траберт ФРН          |
| 1969      | Ірена Шевінська Польща    | Сільвіан Телльє Франція | Мейделін Кобб Велика Британія |
| 1972      | Ренате Штехер НДР         | Аннегрет Ріхтер ФРН     | Сільвіан Телльє Франція       |
| 1981      | Софка Попова Болгарія     | Лінда Хаглунд Швеція    | Маріта Кох НДР                |

### 200 метрів
| Чемпіонат | Золото                              | Срібло                        | Бронза                     |
| --------- | ----------------------------------- | ----------------------------- | -------------------------- |
| 1982      | Гезіне Вальтер НДР                  | Олена Кельчевська СРСР        | Гайді-Ельке Гаугель ФРН    |
| 1983      | Маріта Кох НДР                      | Джоан Баптіст Велика Британія | Крістіна Зуссік ФРН        |
| 1984      | Ярміла Кратохвілова Чехословаччина  | Марі-Крістін Казьє Франція    | Ольга Антонова СРСР        |
| 1985      | Маріта Кох НДР                      | Кірстен Еммельманн НДР        | Елс Вадер Нідерланди       |
| 1986      | Маріта Кох НДР                      | Єва Каспшик Польща            | Кірстен Еммельманн НДР     |
| 1987      | Кірстен Еммельманн НДР              | Бланка Лакамбра Іспанія       | Марі-Крістін Казьє Франція |
| 1988      | Єва Каспшик Польща                  | Тетяна Папіліна СРСР          | Зільке Кнолль ФРН          |
| 1989      | Марі-Жозе Перек Франція             | Регула Ебі Швейцарія          | Сабіна Трегер Австрія      |
| 1990      | Ульріке Сарварі ФРН                 | Наталія Ковтун СРСР           | Галина Мальчугіна СРСР     |
| 1992      | Оксана Стьопичева Об'єднана команда | Йоланда Оанце Румунія         | Сабіна Трегер Австрія      |
| 1994      | Галина Мальчугіна Росія             | Зільке Кнолль Німеччина       | Жаклін Пулман Нідерланди   |
| 1996      | Сандра Маєрс Іспанія                | Еріка Суховська Чехія         | Златка Георгієва Болгарія  |
| 1998      | Світлана Гончаренко Росія           | Мелані Пашке Німеччина        | Катеріна Коффа Греція      |
| 2000      | Мюріель Юртіс Франція               | Аленка Бікар Словенія         | Катерина Лєщова Росія      |
| 2002      | Мюріель Юртіс Франція               | Карін Майр Австрія            | Габі Рокмаєр Німеччина     |
| 2005      | Івет Лалова Болгарія                | Карін Майр Австрія            | Жаклін Пулман Нідерланди   |

### 50 метрів з бар'єрами
| Чемпіонат | Золото               | Срібло                           | Бронза                         |
| --------- | -------------------- | -------------------------------- | ------------------------------ |
| 1967      | Карін Бальцер НДР    | Власта Сейфертова Чехословаччина | Інге Шелль ФРН                 |
| 1968      | Карін Бальцер НДР    | Бербель Вайдліх НДР              | Людмила Ієвлєва СРСР           |
| 1969      | Карін Бальцер НДР    | Мета Антенен Швейцарія           | Крістін Перера Велика Британія |
| 1972      | Аннелі Ергардт НДР   | Тереза Сукневич Польща           | Гражина Рабштин Польща         |
| 1981      | Зофія Бельчик Польща | Марія Кеменчежі СРСР             | Тетяна Анисимова СРСР          |

### 4×1 колу
| Чемпіонат           | Золото                                                                    | Срібло                                                                  | Бронза                                                                      |              |
| ------------------- | ------------------------------------------------------------------------- | ----------------------------------------------------------------------- | --------------------------------------------------------------------------- | ------------ |
| 1966 (4×160 метрів) | ФРНРенате Маєр Еріка Рост Ганнелор Траберт Кірстен Роггенкамп             | ЮгославіяЛіляна Петнярич Мар'яна Лубей Єлизавета Дянич Ольга Шиковець   | ЧехословаччинаЛібуше Мацоунова Альона Гільчерова Єва Куцманова Єва Легоцька |              |
| 1967 (4×150 метрів) | СРСРВалентина Большова Галина Бухаріна Тетяна Талишева Віра Попкова       | ЧехословаччинаЄва Путнова Власта Сейфертова Єва Куцманова Єва Легоцька  | НДРРагіна Гефер Петра Целльнер Ренате Майснер Брігітте Гаєр                 |              |
| 1968 (4×182 метри)  | ФРНРенате Маєр Ганнелор Траберт Кріста Ельслер Еріка Рост                 | не вручалась                                                            | не вручалась                                                                |              |
| 1969 (4×195 метрів) | ФранціяОдетт Дюкас Сільвіан Телльє Колетт Бессон Крістіан Мартінетто      | СРСРГалина Бухаріна Віра Попкова Людмила Голомазова Людмила Самотьосова | ЮгославіяДар'я Марольт Веріца Амброзі Ліляна Петнярич Маріяна Лубей         |              |
| 1972 (4×180 метрів) | ФРНЕльфгард Шиттенгельм Крістін Таккенберг Аннегрет Кронігер Ріта Вільден | ФранціяМішель Беньє Крістіан Марле Клодін Мер Ніколь Пані               | АвстріяКріста Кепплінгер Марія Сікора Кармен Мер Моніка Гольцшустер         |              |
| 1973 (4×170 метрів) | ФРНКрістіане Краузе Аннегрет Ріхтер Інге Хельтен Ріта Вільден             | АвстріяБрігітте Гест Кріста Кепплінгер Кармен Мер Каролін Кефер         | не вручалась                                                                | не вручалась |

### 4×200 м
| Чемпіонат | Золото                                                                      | Срібло                                                                      | Бронза                                                                     |
| --------- | --------------------------------------------------------------------------- | --------------------------------------------------------------------------- | -------------------------------------------------------------------------- |
| 1970      | СРСРНадія Бесфамільна Віра Попкова Галина Бухаріна Людмила Самотьосова      | ФРНЕльфгард Шиттенгельм Аннелі Вільден Маріанне Болліг Аннегрет Кронігер    | АвстріяМарія Сікора Брігітте Ортнер Кріста Кепплінгер Ханна Бургер         |
| 1971      | СРСРМарина Нікіфорова Тетяна Кондрашова Людмила Аксьонова Наталія Чистякова | ФРНАннелі Вільден Ельфгард Шиттенгельм Аннегрет Кронігер Крістін Таккенберг | БолгаріяІванка Венкова Іванка Кошнічарська Софка Казанджієва Монка Бобчева |

### 4×2 кола
| Чемпіонат           | Золото                                                                 | Срібло                                                                    | Бронза                                                                     |
| ------------------- | ---------------------------------------------------------------------- | ------------------------------------------------------------------------- | -------------------------------------------------------------------------- |
| 1972 (4×360 метрів) | ФРНРіта Вільден Еріка Вайнштайн Крістель Фрезе Інге Беддінг            | СРСРНаталія Чистякова Людмила Аксьонова Любов Зав'ялова Надія Колесникова | ФранціяМадлен Томас Бернадетт Мартен Ніколь Дюклос Колетт Бессон           |
| 1973 (4×340 метрів) | ФРНДагмар Йост Еріка Вайнштайн Аннелі Вільден Гізела Елленберг         | ФранціяКолетт Бессон Шанталь Жувом Шанталь Леклер Ніколь Дюклос           | ПольщаДанута Мановецька Марта Скшипиньська Крістіна Кацперчик Данута Пецик |
| 1974 (4×394 метри)  | ШвеціяАнн-Шарлотт Гессе Лена Фріцсон Анн-Маргрет Уттерберг Анн Ларссон | БолгаріяЛіляна Томова Соня Захарієва Йорданка Філіпова Тонка Петрова      | не вручалась                                                               |
| 1975 (4×320 метрів) | СРСРІнта Климовича Інгріда Баркане Людмила Аксьонова Надія Ільїна      | ФРНЕльке Барт Брігітта Кочельник Сільвія Голльман Ріта Вільден            | ПольщаЗофія Зволиньська Геновефа Новачик Кристина Кацперчик Данута Пецик   |

### Комбінована естафета
| Чемпіонат                 | Золото                                                                | Срібло                                                                              | Бронза                                                                 |              |
| ------------------------- | --------------------------------------------------------------------- | ----------------------------------------------------------------------------------- | ---------------------------------------------------------------------- | ------------ |
| 1967 (150+300+450+600 м)  | СРСРВалентина Большова Віра Попкова Тетяна Арнаутова Надія Серопегіна | ЮгославіяМаріяна Лубей Іка Марічич Ліляна Петнярич Гізела Фаркаш                    | не вручалась                                                           |              |
| 1968 (182+364+546+728 м)  | СРСРЛілія Ткаченко Віра Попкова Надія Серопегіна Анна Зиміна          | ЧехословаччинаЄва Путнова Власта Сейфертова Лібуше Мацоунова Емілія Овадкова        | не вручалась                                                           | не вручалась |
| 1969 (195+390+585+780 м)  | СРСРВіра Попкова Людмила Самотьосова Раїса Ніканорова Анна Зиміна     | ПольщаІрена Шевінська Здзислава Робашевська Ельжбета Сковроньська Зофія Колаковська | ЮгославіяВеріца Амброзі Іка Марічич Міряна Ковачев Нінослава Тіквицькі |              |
| 1970 (400+600+800+1000 м) | ФранціяСільвіан Телльє Мірей Тестаньєр Колетт Бессон Ніколь Дюклос    | ФРНЕльфгард Шиттенгельм Хайді Герхард Крісте Мертен Ютта Хазе                       | СРСРЛюдмила Голомазова Ольга Клейн Надія Ільїна Світлана Мощенок       |              |

### Ходьба 3000 метрів
| Чемпіонат | Золото                          | Срібло                         | Бронза                            |
| --------- | ------------------------------- | ------------------------------ | --------------------------------- |
| 1987      | Наталія Дмитроченко СРСР        | Джуліана Сальче Італія         | Моніка Гуннарссон Швеція          |
| 1988      | Марія Реєс Собріно Іспанія      | Дана Вавржачова Чехословаччина | Марія Крус Діас Іспанія           |
| 1989      | Беате Андерс (Гуммельт) НДР     | Ілеана Сальвадор Італія        | Марія Реєс Собріно Іспанія        |
| 1990      | Беате Андерс (Гуммельт) НДР     | Ілеана Сальвадор Італія        | Аннаріта Сідоті Італія            |
| 1992      | Аліна Іванова Об'єднана команда | Ілеана Сальвадор Італія        | Беате Андерс (Гуммельт) Німеччина |
| 1994      | Аннаріта Сідоті Італія          | Беате Гуммельт Німеччина       | Олена Аршинцева Росія             |